# Транспорт на стисненому повітрі

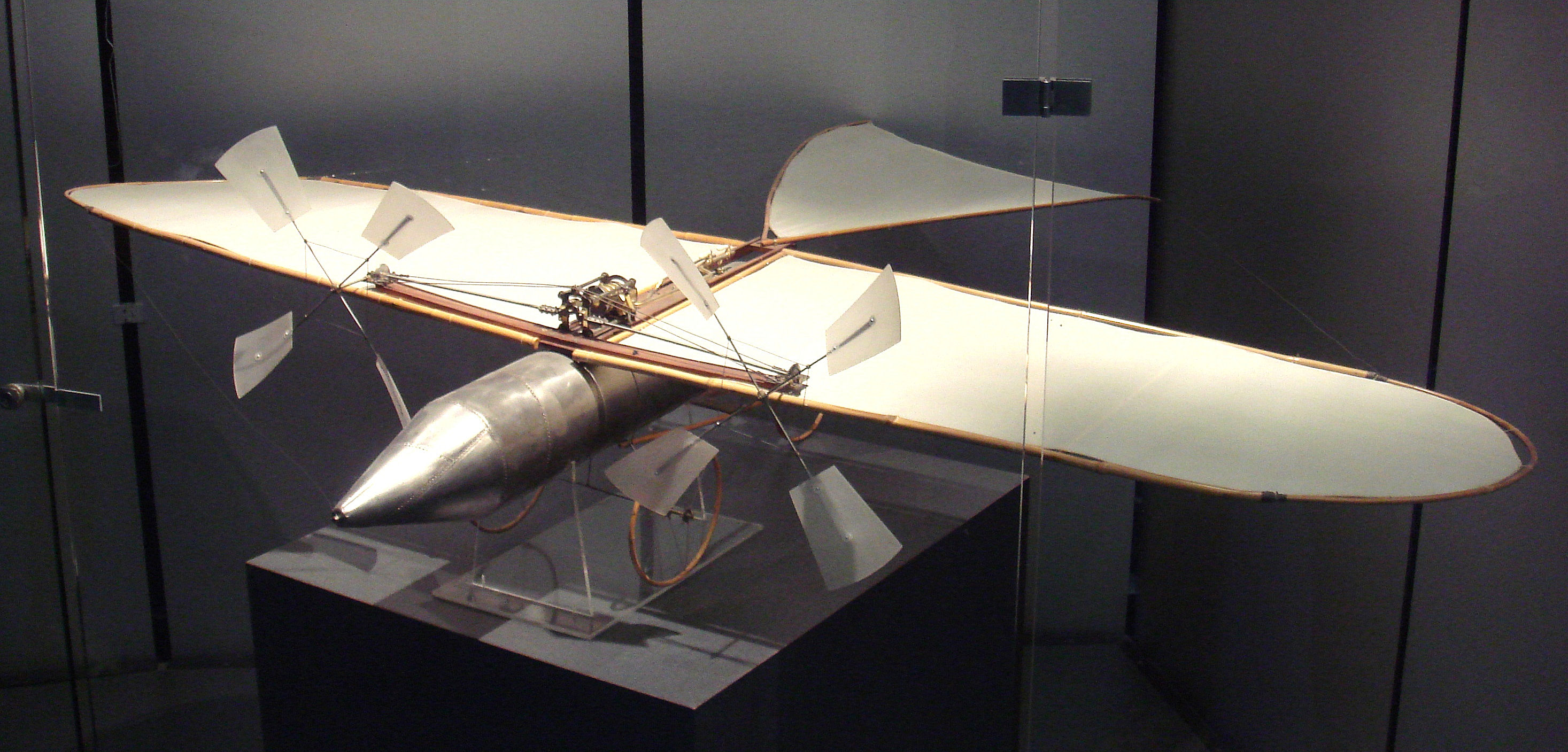
Аероплан Віктора Татена, 1879, з двигуном на стисненому повітрі. Музей авіації та космонавтики, Париж, Франція

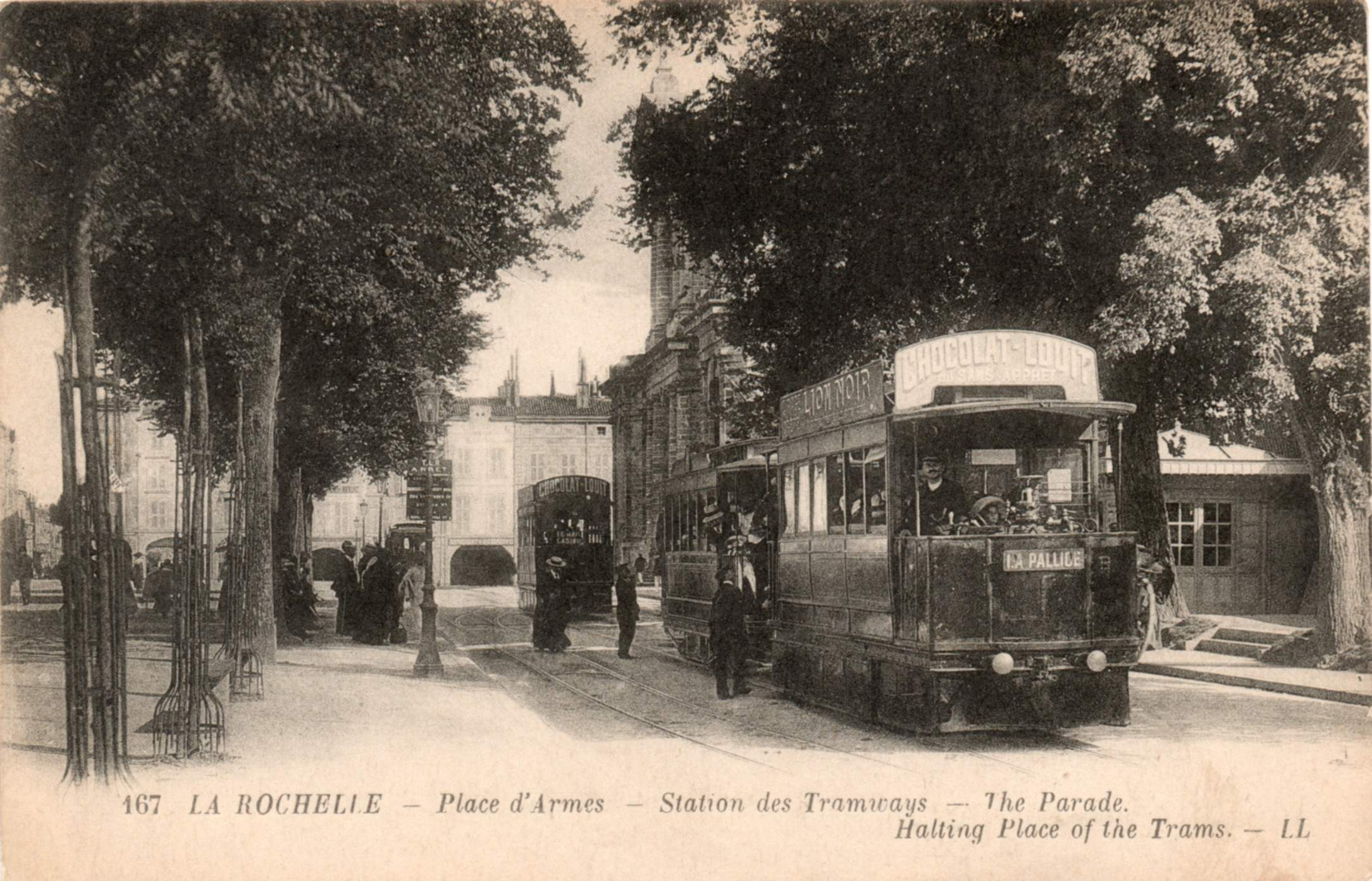
Трамвай на стисненому повітрі. 1905, Ла-Рошель, Франція

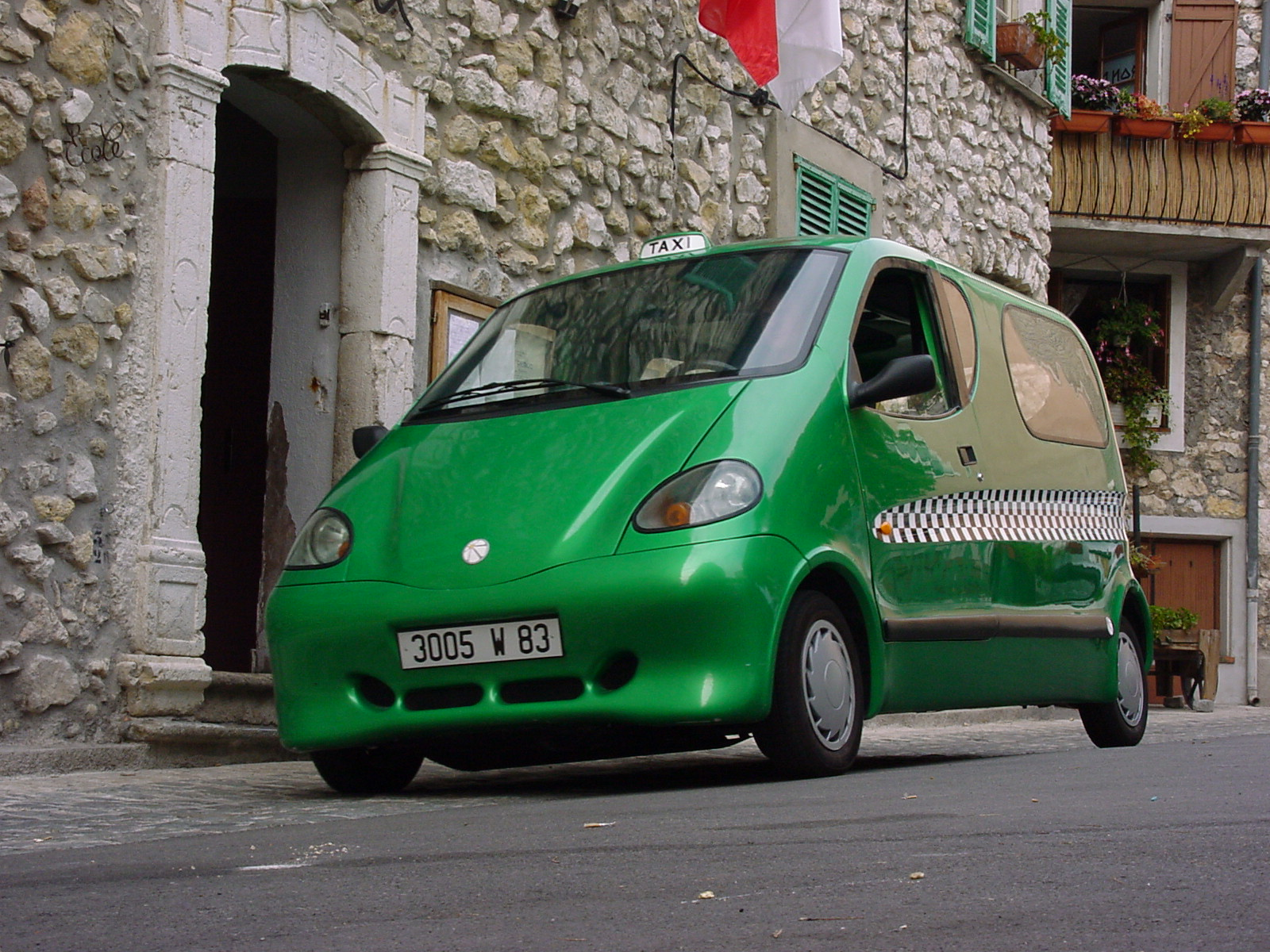
Автомобіль на стисненому повітрі Tata OneCAT

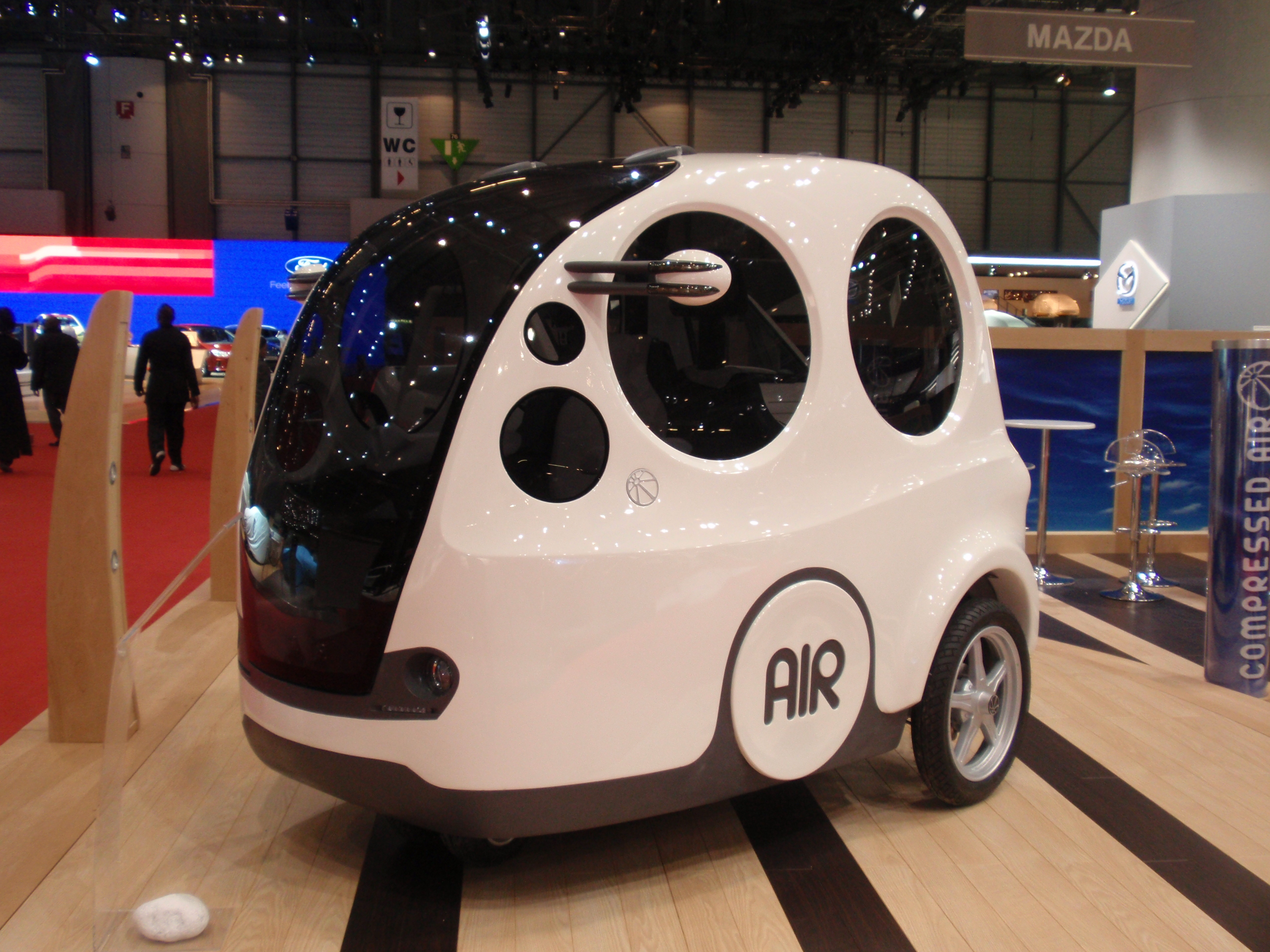
Автомобіль на стисненому повітрі AIRpod компанії MDI

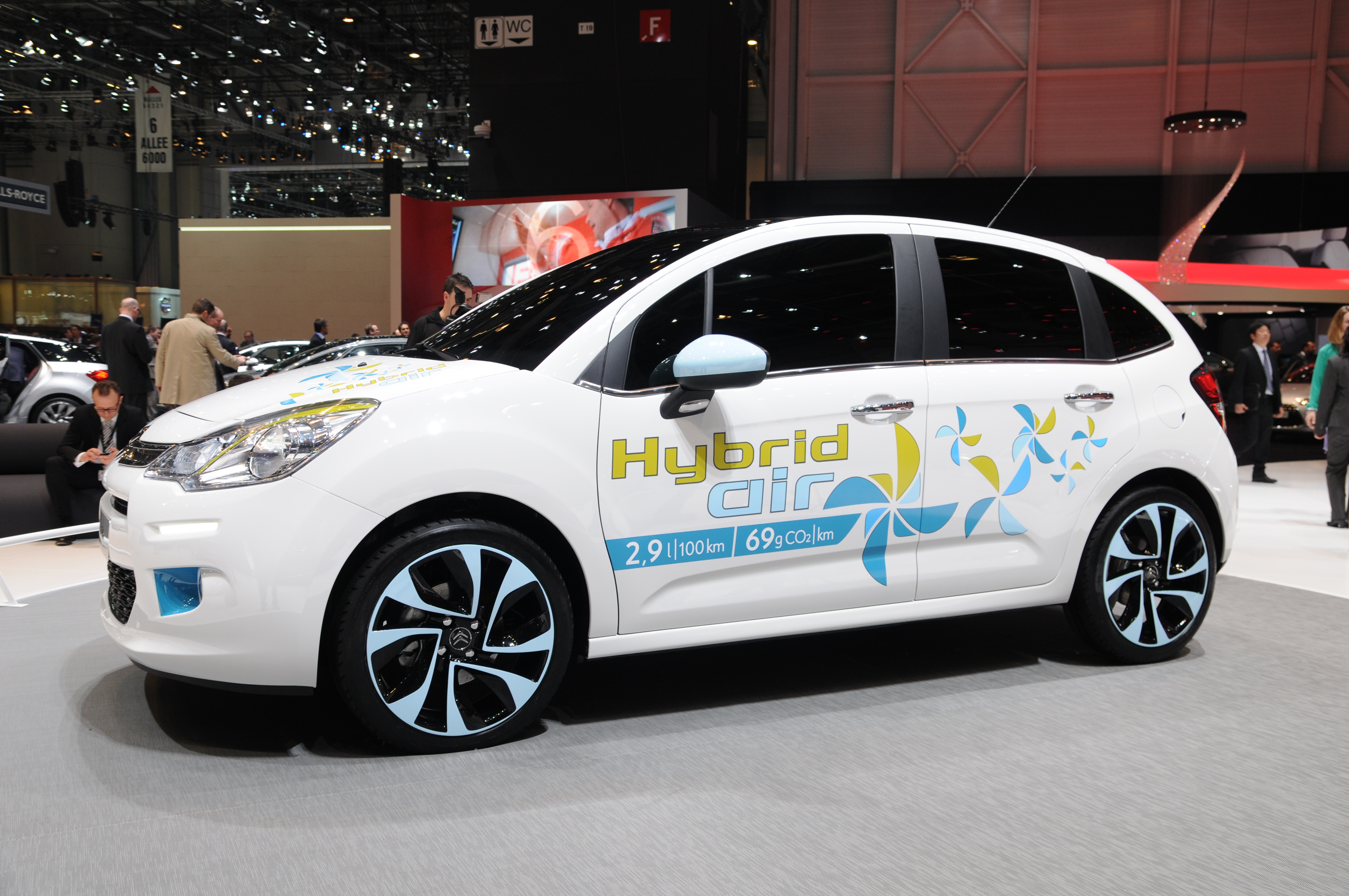
Гібрид PSA Peugeot Citroën, Женевський автосалон, 2013

Транспортні засоби на стислому повітрі — транспорт, що приводяться в рух пневмодвигунами, які використовують як «пальне» потенціальну енергію стисненого повітря, запасеного в балонах. Замість суміші палива з повітрям і її спалювання в двигуні з подальшою передачею енергії поршням від гарячих газів, у транспортних засобах на стисненому повітрі передача енергії поршням здійснюється безпосередньо від стисненого повітря.

## Технології

### Двигуни
Типові двигуни, що працюють на стисненому повітрі, використовують один або кілька поршнів. Принцип їх роботи і конструкція подібні гідродвигунам.
Особливість використання стисненого повітря як джерела енергії двигуна полягає в тому, що при стисканні повітря нагрівається (і на це витрачається додаткова енергія), а при розширенні охолоджується. Якщо між стисканням повітря і його використанням як джерела енергії повітря встигає охолонути, додаткова енергія на нагрівання, витрачена при стисканні повітря, буде втрачена. Для зменшення прояву цього ефекту системи приводу транспортних засобів, що працюють на стисненому повітрі, додатково облаштовують:
- пристроями підігріву повітря (в тому числі шляхом його змішування з відносно теплим атмосферним повітрям);
- звичайними двигунами внутрішнього або зовнішнього згоряння малої потужності (гібридні системи), які окрім додаткового підігріву повітря продуктами згоряння також здійснюють підзарядку балонів стисненого повітря, що, в свою чергу, дозволяє істотно зменшити проміжок часу між стисканням повітря та його використанням.

### Балони
Балони для зберігання стисненого повітря розробляють відповідно до стандартів безпеки для посудин, що працюють під тиском. Прикладом такого стандарту є ISO 11439.
Балони можуть бути виготовлені зі сталі, алюмінію, вуглепластика, кевлара, інших матеріалів або поєднання зазначених вище.
Балони на основі пластика легше металевих, але в цілому вони дорожчі. Металеві балони можуть витримувати велику кількість циклів навантаження-розвантаження, але їх необхідно періодично перевіряти на наявність корозії.
Балони заправляють на спеціальних заправних станціях, що мають необхідне обладнання. Відносні витрати на заправку зазвичай складають близько € 0,75 на 100 км.

### Стиснене повітря
Стиснене повітря як джерело енергії має низьку енергетичну щільність. Так, при тиску 300 бар, енергетична щільність стисненого повітря становить близько 0,1 МДж/літр (з урахуванням можливості додаткового нагрівання повітря), що за показником енергетичної щільності є близьким до електрохімічних свинцевих акумуляторних батарей. При цьому у міру розрядження батарей напруга на їх виходах є відносно сталою, в той час як для стабілізації тиску при витратах повітря необхідно використовувати редуктори тиску.